# 分手 (我为喜剧狂)
《分手》（英語：The Break-Up）是美国情景喜剧《我为喜剧狂》第1季的第8集。由助理执行制片人布雷特·贝尔和戴夫·芬克尔编剧，斯科特·艾利斯执导，于2006年12月14日通过全国广播公司在美国首播。客串出演这集的演员包括瑞秋·德拉彻、克里斯·汉森、凯斯·鲍威尔、朗尼·罗斯和迪恩·文特斯。
在《分手》中，全国广播公司电视节目《与崔西·乔丹》的首席编剧丽兹·莱蒙（Liz Lemon，蒂娜·菲饰）终于下定决心和丹尼斯·达菲分手，然后在自己节目的女演员简娜·玛隆妮（Jenna Maroney，简·科拉克斯基饰）指导下加入到单身聚会中找男人，只是事实证明，她实在没这本事。与此同时，《与崔西·乔丹》的主打明星崔西·乔丹（Tracy Jordan，崔西·摩根饰）和一位编剧图弗·斯帕洛克发生了冲突，而电视台副总裁杰克·唐纳吉（Jack Donaghy，亚历克·鲍德温饰）正与某位“布什政府中的高级别非裔官员”约会。
这一集节目获得了较好的评价。根据尼尔森收视率调查的数据，本集在美国首播时一共有590万户家庭观看，在18-49岁年龄段人群中收获了2.8 / 8%的收视率。斯科特·艾利斯也因《分手》而获得一项黄金时段艾美奖杰出喜剧剧集导演奖提名。

## 剧情
回到家的丽兹·莱蒙发现墙上到处都是刀孔，一条大丹犬在公寓里游荡，床上还有个陌生人在睡觉，这都是男友丹尼斯·达菲的“功劳”。丽兹要求分手，但丹尼斯要求寮屋权利，于是丽兹给他一个星期的时间搬走。在简娜·玛隆妮的鼓动下，丽兹和她一起去“找男人”，可情况实在糟透了。次日，丹尼斯来到《与崔西·乔丹》剧组，宣布自己找到了新住处，并向丽兹念了一封感人的信。等他离开后，剧组成员全部站到了丹尼斯那边指责丽兹无情无义，简娜也建议考虑到丽兹在找男人上如此不在行，她或者的确应该再考虑一下是不是真要和丹尼斯分手。简娜建议丽兹在纸上写下丹尼斯的优缺点，丽兹回到家，发现丹尼斯给公寓做了大扫除，家里一切都井井有条，而且还留下了晚餐。夜里，丹尼斯又带着提前的圣诞节礼物送给丽兹。她于是让他进屋，可很快在电视上看到丹尼斯出现在《日界线》上，原来他只是没地方去，才装出这么一个好男人的样子。丽兹马上把他赶了出去。
与此同时，图弗·斯帕洛克对崔西·乔丹在节目上的乔装感到不满，因为其中充满了对非裔美国人的贬低。经过一番争论，图弗说服崔西把这个女性角色交给乔什·吉拉德去演。可当吉拉德的表演获得成功后，崔西又开始对图弗不满。里兹说服两人好好合作。但崔西又对图弗表现得不够像个黑人而不快，甚至直接用“黑鬼”一词称呼对方，这导致次日早上两人与公司副总裁杰克·唐纳尼和丽兹一起会面讨论这个问题。崔西和杰克指出非裔美国人已经接受了这个词，没有再将其视为严重的冒犯。对此图弗也说了“黑鬼”一词，只是语调更强烈，导致大家都开始同情崔西。两人都被送去参加敏感性训练，并在这一过程中为节目想出了新的题材。等演出开始的时间所剩无己时，丽兹让崔西在两个题材中选择一个进行演出，崔西选择了一个烹饪节目素材。图弗一开始有些不满，但之后发现这个素材很有趣后也同意了崔西的决定。
杰克正在和美国国务卿康多莉扎·赖斯约会，但因看到俄罗斯总统弗拉基米尔·普京在电视镜头中摸了赖斯的后背而大吃飞醋。打电话向赖斯问罪，又被要求“请稍等”。杰克走进洗手间并看到丹尼斯，后者觉得杰克和自己“同病相邻”，于是建议杰克拿出一点男子汉的骨气来。结果，杰克和赖斯分手了。

## 制作
《分手》由《我为喜剧狂》第1季的助理执行制片人布雷特·贝尔和戴夫·芬克尔编剧，斯科特·艾利斯执导，是这一季节目的第8集，于2006年12月14日通过全国广播公司在美国首播，这既是贝尔和芬克尔首次担任这一节目的编剧，也是艾利斯导演的第1集《我为喜剧狂》。贝尔和芬克尔之后将在本季的第18集《煙火》中再次合作，这一集将于2007年4月5日通过全国广播公司首播。
《分手》是迪恩·文特斯第3次出演丹尼斯·达菲，该角色是蒂娜·菲饰演的丽兹·莱蒙的前男友。他的首次登场是第6集《杰克遇上丹尼斯》，后又出现在第7集《崔西演柯南》中。编剧芬克尔也在节目中露了脸，在一个互联网情景喜剧节目《把事情搞掂》中与另一位编剧凯·加农扮演一对夫妻。
从《周六夜现场》中就与蒂姆·菲长期合作的瑞秋·德拉彻是扮演简娜·玛隆妮一角的初定人选，她本已经在节目起初拍摄的试播集中出演了这一角色。但到了2006年8月，执行制片人洛恩·迈克尔斯宣布简娜一角将另选演员出演，但德拉彻还是会在之前的多集节目中以不同的身份登场。在最后播出的这集试播集中，她以《女生秀》养猫人的身份出镜。同月晚些时候，全国广播公司宣布已由简·科拉克斯基取代德拉彻出演简娜一角，此外德拉彻还将在之后播出的《C开头的那个词》中诠释这个养猫人角色。在《后果》中，她扮演了一个名叫玛丽娅（Maria）的女佣，丽兹发现她被锁在一艘游艇的衣柜里。在《杰克遇上丹尼斯》里，德拉彻饰演了女演员伊丽莎白·泰勒。《崔西演柯南》中德拉彻出演的是崔西·乔丹出现幻觉时所看到的一个全身穿上臃肿蓝色服装的人，被称为“小蓝人”。在《分手》中，她诠释了帕梅拉·斯缪，是崔西和图弗之间的一组灵敏度训练治疗师成员，这也是她出演的第5集《我为喜剧狂》。除德拉彻外，《周六夜现场》的其他多位演员也出现在《我为喜剧狂》中，包括克里斯·帕内尔、弗莱德·阿米森、克里斯汀·韦格、威尔·福特、杰森·苏戴奇斯和莫莉·香侬。菲和崔西·摩根都曾是《周六夜现场》的主要演员。亚历克·鲍德温也曾16次担任《周六夜现场》主持人，创下了该节目的最高纪录。《日界线》的克里斯·汉森以自己的真实身份出现在本集中。

## 反响
根据尼尔森收视率调查的数据，《分手》在美国首播时共有590万户家庭观看，在18-49岁人群中收获了2.8 / 8%的收视率。这意味着全美所有18-49岁人群中有2.8%观看了这集节目，而当时有看电视的这个年龄段观众中则有8%选择《分手》。与上一集《崔西演乔丹》684万户家庭观看的成绩相比有明显下降。本集的导演斯科特·艾利斯也获得了第59届黄金时间艾美奖杰出喜剧剧集导演奖提名。
这集节目获得了较好的评价。IGN网站的罗伯特·坎宁（Robert Canning）认为《分手》表现很好，指出其中笑料充足，执行也很到位，可见之前的准备工作做得比较完善，让这成为一部优秀的喜剧。对于丽兹和丹尼斯的故事，他坦言其虽然好笑，但也“较为刻板”。坎宁还觉得杰克和康多莉扎·赖斯在这集中的关系是一个非常好的概念，提供了很多的笑料，表现出来也很巧妙。他最终给这集6.5的评价（最高为10）。电视指南的马特·米托维奇对剧情的发展表示满意，他说“这才是我想看到的。二线演员的整合阵容，多条故事线同时发展，对康多莉扎·赖斯喜欢电话性交的暗示……这是全国广播公司《我为喜剧狂》又一个取得胜利的星期”。米托维奇对杰克和赖斯交往的剧情大为赞赏，表示虽然另一个节目可能会“围绕他们来做整个节目”，但《我为喜欢狂》这种在后台处理，留给观众想象并且更加出格的做法要好笑得多。美国在线电视小队的朱丽亚·沃德（Julia Ward）表示亚历克·鲍德温的表演总是这个节目的压轴戏码，但这一集“最精彩的段落”还是属于崔西和图弗的故事。沃德也称赞简·科拉克斯基的表现“像以往一样无懈可击”，但也希望“她的个性上可以有更立体的表现”。《波士顿先驱报》的艾米·阿玛坦吉罗（Amy Amatangelo）对迪恩·温特斯的出场感到满意，指出他给了丹尼斯一角一个“爆笑的转变”，而《休斯敦纪事》的麦克·麦克丹尼尔（Mike McDaniel）也认为温特在节目中的表现非常抢戏。